# Meers (Oklahoma)

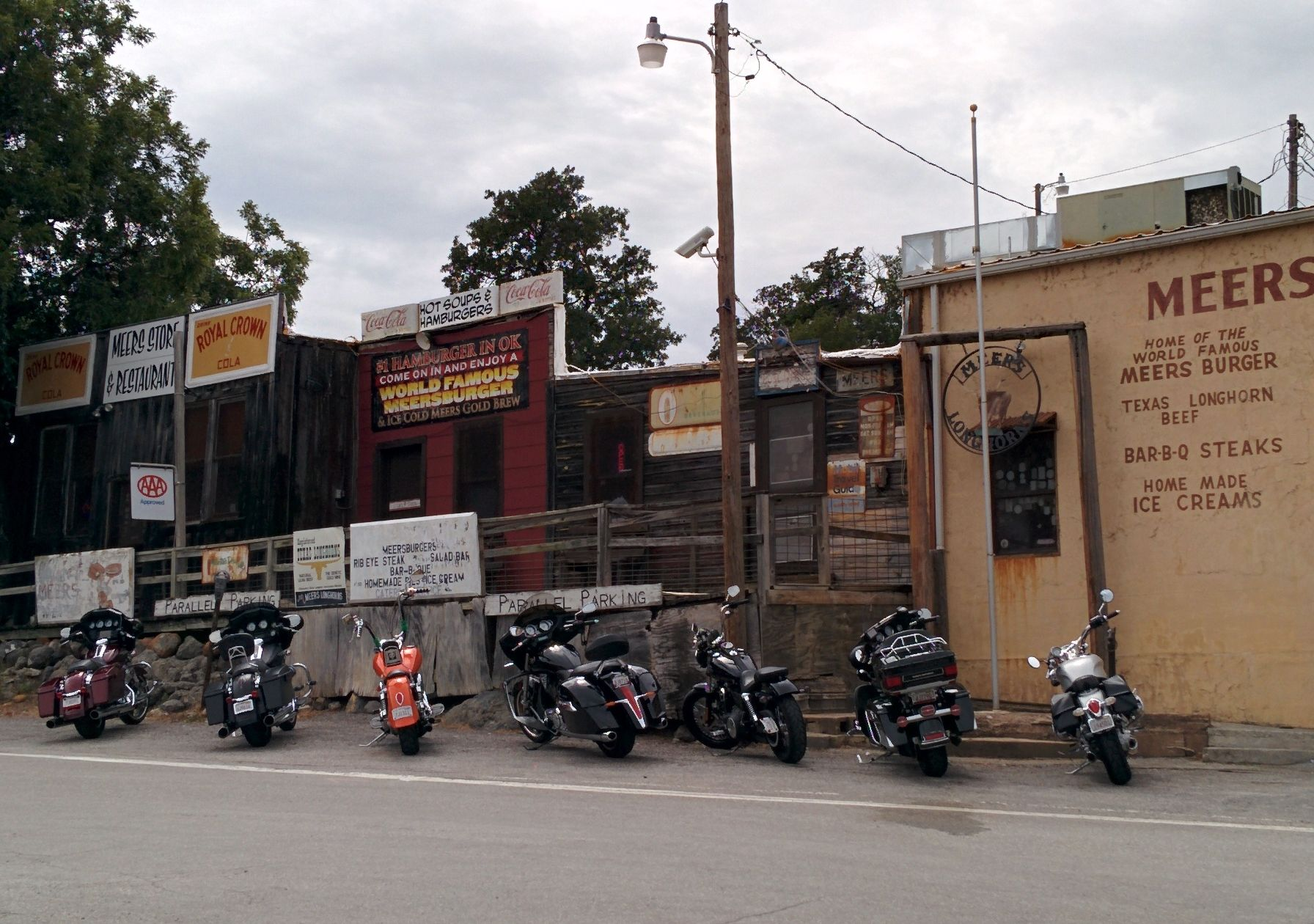
Meers Mining Camp (2014)

Meers ist ein kleiner Ort im US-amerikanischen Bundesstaat Oklahoma. Er liegt in der Nähe der Wichita Mountains.
Gegründet wurde der Ort in den 1890er Jahren, nachdem angeblich Gold in der Nähe gefunden wurde. Das Gerücht von angeblichen Goldfunden wurde möglicherweise in die Welt gesetzt, um Siedler aus dem Osten anzulocken. Tatsächlich existierte eine Zeit lang Minen in der Nähe der Stadt, allerdings wurde nie größere Goldmengen gefunden. Wirtschaftlich bedeutsam in Meers wurde dagegen die Rinderzucht, wobei man auf Longhorn-Rinder aus Texas zurückgriff. Rinderzucht ist bis heute die Haupteinnahmequelle in Meers. In Meers befindet sich außerdem ein Wildtierreservat, in dem Büffel, Elche und Hirsche gehalten werden. 
Bekannt ist Meers allerdings aus einem anderen Grund. In der Nähe von Meers befindet sich eine Riftzone, der sogenannte Meers-Graben, der erst 1985 entdeckt wurde. Nachgewiesen werden konnte auch, dass sich mindestens zwei schwere Erdbeben in Meers ereigneten. Das letzte davon liegt etwa 1.000 Jahre zurück.